# Крупеня Іван Онуфрійович
Іван Онуфрійович Крупеня (27 січня 1908, село Каркалець Дрисенського повіту Вітебської губернії, тепер Вітебської області, Білорусь — 15 червня 1952, місто Мінськ, тепер Білорусь) — радянський білоруський діяч, заступник голови Ради народних комісарів Білоруської РСР. Член ЦК КП(б) Білорусії в 1940—1952 роках. Член Бюро ЦК КП(б) Білорусії в 1942—1948 роках. Депутат Верховної Ради Білоруської РСР 1—2-го скликань. Депутат Верховної Ради СРСР 1—2-го скликань (у 1941—1950 роках).

## Життєпис
У 1926—1928 роках — на радянській, господарській роботі.
У 1928—1929 роках — голова Жовнинської сільської ради Дрисенського району Полоцького округу.
Член ВКП(б) з 1929 року.
У 1929—1930 роках — голова колгоспу «Ленінський шлях» Білоруської РСР.
У 1930—1932 роках — секретар комітету КП(б) Білорусії радгоспу «Бігосово».
У 1932—1934 роках — голова колгоспу імені Комінтерну Білоруської РСР.
У 1934—1937 роках — директор Дрисенської машинно-тракторної станції Білоруської РСР.
У 1937—1938 роках — голова виконавчого комітету Дрисенської районної ради Білоруської РСР.
З 1938 року — заступник голови Організаційного комітету Президії ЦВК (Верховної Ради) Білоруської РСР по Вітебській області.
До 1 серпня 1939 року — голова Організаційного комітету Президії Верховної Ради Білоруської РСР по Вітебській області.
1 серпня 1939 — 14 травня 1941 року — народний комісар землеробства Білоруської РСР.
У 1941—1946 роках — заступник голови Ради народних комісарів Білоруської РСР.
Одночасно з 1942 року — заступник начальника Білоруського Штабу партизанського руху.
3 грудня 1943 — 15 лютого 1947 року — народний комісар (з березня 1946 року — міністр) землеробства Білоруської РСР.
15 лютого 1947 — 1951 року — міністр радгоспів Білоруської РСР.
У 1951 — 15 червня 1952 року — заступник міністра сільського господарства Білоруської РСР.
Помер 15 червня 1952 року в Мінську. Похований на Військовому цвинтарі Мінська.

## Нагороди
- орден Леніна (28.02.1939)
- два ордени Трудового Червоного Прапора (16.03.1936)
- орден Вітчизняної війни І ст. (15.08.1944)
- орден Червоної Зірки
- медалі